# USS Houston (CL-81)
Lo USS Houston (hull classification symbol CL-81) fu un incrociatore leggero della United States Navy, entrato in servizio nel dicembre 1943 come parte della classe Cleveland.
Attivo durante la seconda guerra mondiale sul fronte del Pacifico, l'incrociatore operò come unità di scorta ai gruppi di portaerei e in appoggio dei reparti anfibi nel corso della campagna delle isole Marianne e Palau, prendendo parte anche alla battaglia del Mare delle Filippine. Impegnato negli eventi della battaglia aerea di Formosa, lo Houston fu per due volte silurato da aerei giapponesi il 14 e 16 ottobre 1944: la nave sopravvisse ai danni riportati, ma rimase fuori uso per le riparazioni fino a dopo la conclusione delle ostilità. Nel dopoguerra lo Houston svolse ancora alcune missioni operative nelle acque europee, per poi essere messo in disarmo nel dicembre 1947; radiato nel marzo 1959, lo scafo fu avviato alla demolizione nel giugno 1961.

## Storia

### Prime operazioni

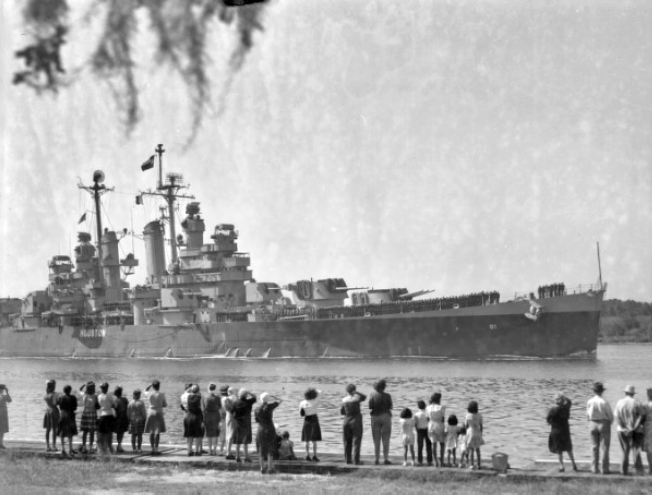
Lo Houston fotografato nella rada dell'omonima città nel 1945 circa

Impostata il 4 agosto 1941 nei cantieri della Newport News Shipbuilding di Newport News in Virginia, la nave venne varata il 19 giugno 1943 con il nome di Houston (in luogo dell'inizialmente selezionato Vicksburg) per onorare sia l'omonima città del Texas che l'incrociatore pesante USS Houston, affondato il 1º marzo 1942 nella battaglia dello Stretto della Sonda durante la prima fase degli scontri con l'Impero giapponese; la nave entrò poi ufficialmente in servizio il 20 dicembre 1943, svolgendo quindi una crociera di addestramento e messa a punto nelle acque dei Caraibi.
Il 16 aprile 1944 lo Houston lasciò Boston per trasferirsi nell'oceano Pacifico via canale di Panama; giunto a San Diego il 6 maggio, dopo un periodo di addestramento il successivo 31 maggio l'incrociatore si trasferì nella base avanzata di Majuro nelle isole Marshall, unendosi alla flotta di portaerei veloci (Fast Carrier Task Force) del viceammiraglio Marc Mitscher in vista dell'avvio della campagna delle isole Marianne e Palau. Il 5 giugno lo Houston lasciò Majuro di scorta alle portaerei di Mitscher, dirette a compiere incursioni preparatorie contro le basi giapponesi nelle Marianne (12-13 giugno) e nelle Bonin (15-16 giugno). Dopo lo sbarco dei reparti statunitensi a Saipan nelle Marianne il 15 giugno, la flotta giapponese si mobilitò in massa per contrastare la manovra, portando tra il 19 e il 20 giugno alla vasta battaglia del Mare delle Filippine contro le portaerei di Motscher: lo Houston prese parte allo scontro contribuendo alla protezione delle portaerei statunitensi con le sue armi antiaeree. Mentre gli scontri proseguivano su Saipan, l'incrociatore rimase aggregato come scorta alle portaerei al largo, salvo venire distaccato il 26 giugno per condurre una serie di bombardamenti costieri contro postazioni giapponesi sulle isole di Guam e Rota: la nave cannoneggiò in particolare una stazione radar e una base aerea distruggendo al suolo 10 velivoli nemici.
Il 12 agosto lo Houston lasciò le Marianne per rientrare alla base di Eniwetok per rifornirsi. Assegnato al Task Group 38.2 del contrammiraglio Gerald F. Bogan, l'incrociatore lasciò Eniwetok il 30 agosto per dirigere sulle Palau, bombardando quindi le postazioni giapponesi sull'isola di Peleliu in preparazione dello sbarco dei reparti statunitensi poi avvenuto il 15 settembre; in seguito le portaerei di Bogan furono inviate al largo delle Filippine per compiere incursioni contro le basi aeree e il traffico navale giapponesi, ritornando quindi a Peleliu il 17 settembre per supportare i reparti a terra, impegnati in una sanguinosa battaglia. Dopo essersi diretti alla base di Ulithi il 1º ottobre per rifornirsi, lo Houston e il Task Group 38.2 salparono il 6 ottobre per partecipare alla grande incursione della United States Third Fleet contro le basi aeree giapponesi su Formosa.

### La battaglia di Formosa e il dopoguerra

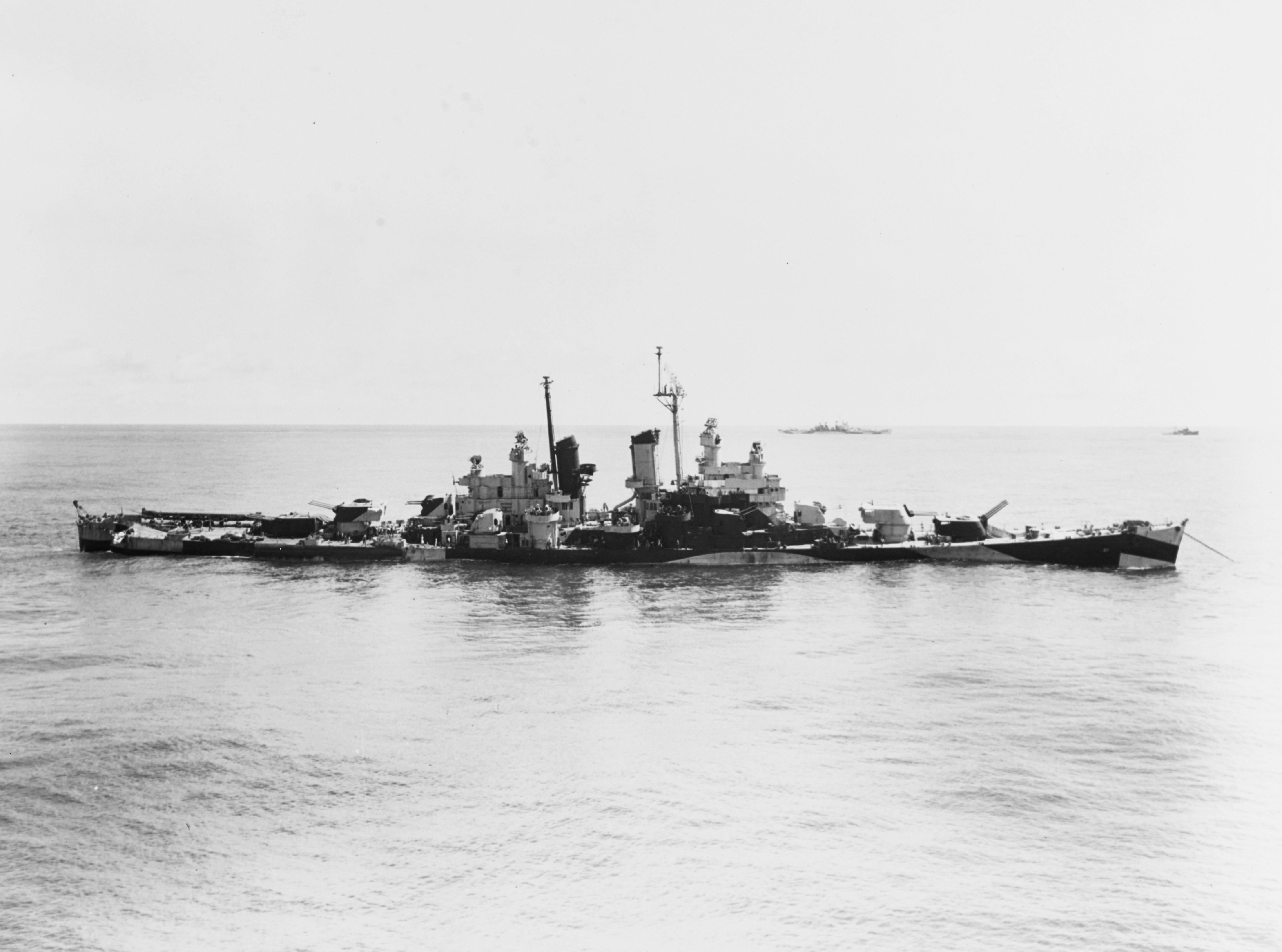
L'incrociatore fotografato il 17 ottobre 1944, dopo il secondo siluramento; notare i danni all'estrema poppa e lo scarso bordo libero a centro nave, conseguente ai vasti allagamenti interni allo scafo

La battaglia aerea di Formosa prese il via a partire dal 12 ottobre 1944, e mentre i velivoli delle portaerei della Third Fleet martellavano le basi giapponesi sull'isola le forze aeree nipponiche tentavano contrattacchi ai danni delle unità statunitensi. Nel corso di un attacco il 12 ottobre lo Houston abbatté quattro velivoli giapponesi, mentre il giorno successivo venne chiamato a supportare l'incrociatore USS Canberra immobilizzato dopo essere stato colpito da un siluro nemico. Preso a rimorchio il Canberra, lo Houston iniziò quindi ad allontanarsi dal luogo dello scontro con una scorta di cacciatorpediniere per rientrare alla base, ma il 14 ottobre la formazione subì un nuovo pesante attacco da parte dei velivoli giapponesi: i cannonieri dello Houston rivendicarono l'abbattimento di altri tre velivoli giapponesi, ma non riuscirono a impedire che un aerosilurante nipponico si portasse abbastanza vicino da piazzare un siluro contro lo scafo dell'incrociatore sul lato di dritta.
Colpito proprio a mezza nave e sotto la chiglia, lo Houston subì gravi danni: l'acqua penetrata dallo squarcio nello scafo allagò tutti e quattro i locali macchine della nave, lasciandola completamente immobilizzata. Nonostante il massiccio imbarco di acqua, lo Houston rimase a galla e quella sera l'incrociatore USS Boston si avvicinò per prenderlo a rimorchio. Le due unità proseguirono quindi lentamente alla volta di Ulithi, venendo quindi raggiunte il 16 ottobre dal rimorchiatore oceanico Pawnee che sostituì il Boston nel traino dell'immobile Houston. Quello stesso pomeriggio, tuttavia, i velivoli giapponesi tornarono a farsi sotto; un aerosilurante riuscì a superare il fuoco di sbarramento e piazzò un siluro contro la poppa dello Houston, causando nuovi e pesanti danni: l'esplosione, avvenuta proprio sotto il timone dell'unità, causò la rottura e il conseguente incendio del serbatoio di carburante avio per gli idrovolanti dell'incrociatore, oltre a uccidere sette uomini dell'equipaggio e ferirne altri dieci. Tutto il personale non necessario fu evacuato dall'unità, mantenendo a bordo solo 200 uomini delle squadre di controllo dei danni: l'incendio fu domato in 15 minuti, e il rimorchio poté proseguire. L'ammiraglio William Halsey, comandante della Third Fleet, decise di impiegare i danneggiati Houston e Canberra come un'esca per attirare fuori dalle sue basi la flotta giapponese e ingaggiarla in battaglia; in effetti una forza nipponica lasciò i suoi ancoraggi in Giappone per tentare di inseguire i danneggiati incrociatori statunitensi, ma dopo aver subito un primo attacco aereo fu richiamata alla base.

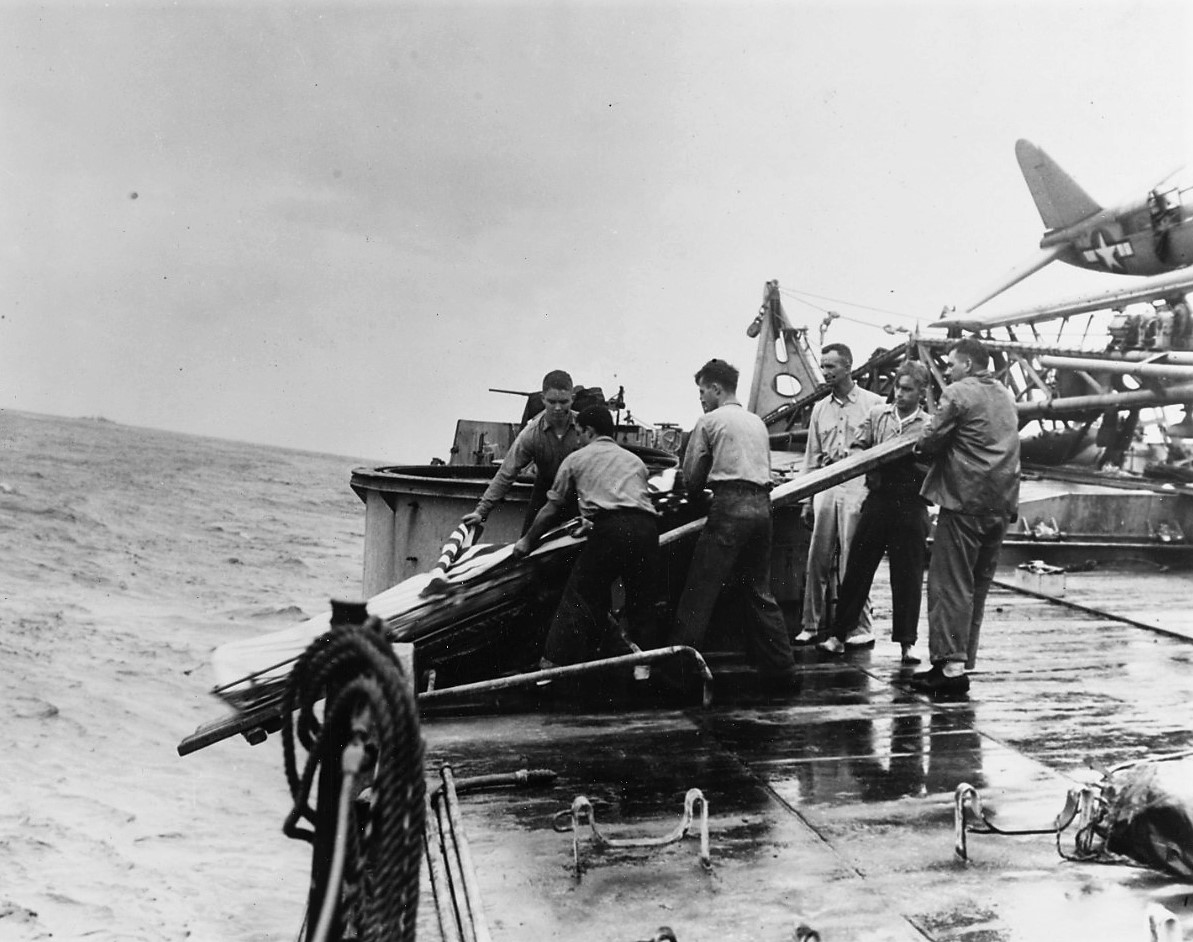
La sepoltura in mare di uno dei caduti riportati dallo Houston negli attacchi dell'ottobre 1944

Ormai fuori dal raggio di azione dei velivoli giapponesi, lo Houston e il Canberra raggiunsero Ulithi il 27 ottobre; qui lo Houston ricevette riparazioni di emergenza dal personale della nave officina Hector, anche se una tempesta all'inizio di novembre causò ulteriori danni allo scafo. Tra il 19 e il 23 novembre venne ripristinata la tenuta stagna dello scafo e fu pompata fuori l'acqua penetrata dalle falle, consentendo all'incrociatore di salpare il 14 dicembre per essere trainato nella più attrezzata base di Manus, dove arrivò il 20 dicembre seguente; a Manus lo Houston fu messo in secca in un bacino galleggiante l'8 gennaio 1945 per effettuare più estesi lavori di riparazione allo scafo e ripristinare l'apparato motore. Il 14 febbraio lo Houston poté riprendere il mare con i suoi mezzi, facendo rotta per gli Stati Uniti per sottoporsi ai lavori di ripristino definitivi; visto lo stato di saturazione dei cantieri navali della West Coast, l'incrociatore dovette riattraversare il canale di Panama e raggiungere New York il 24 marzo, dove fu messo ai lavori negli scali del New York Navy Yard.
Dopo estesi interventi di riparazione e ammodernamento, lo Houston tornò in servizio attivo l'11 ottobre 1945, quando le ostilità erano ormai terminate. Dopo manovre di addestramento dei Caraibi, l'incrociatore prese parte a una vasta esercitazione navale al largo di Newport; il 16 aprile 1946 salpò alla volta delle acque dell'Europa per effettuare una serie di visite di cortesia nei porti della regione, toccando vari scali in Scandinavia, Portogallo, Italia ed Egitto per poi fare rientro negli Stati Uniti il 14 dicembre dello stesso anno. Dopo altre manovre di addestramento nelle acque d casa, lo Houston fu assegnato alla Cruiser Division 12 e, a partire dal 17 maggio 1947, schierato per un turno operativo nella regione del mar Mediterraneo. Dopo essere rientrato a Filadelfia il 16 agosto 1947, l'incrociatore fu disarmato e posto in stato di riserva il 15 dicembre 1947 nel Philadelphia Naval Shipyard. La nave fu infine cancellata dai registri navali statunitensi il 1º marzo 1959 e venduta per la demolizione il 1º giugno 1961.